# Білє (Мірен-Костанєвіца)
Білє (словен. Bilje) — поселення на схід від м. Мірен в общині Мірен-Костанєвіца, Регіон Горишка, Словенія. Висота над рівнем моря: 51,7 м.